# Lista över svenska världscupsegrar i alpin skidåkning

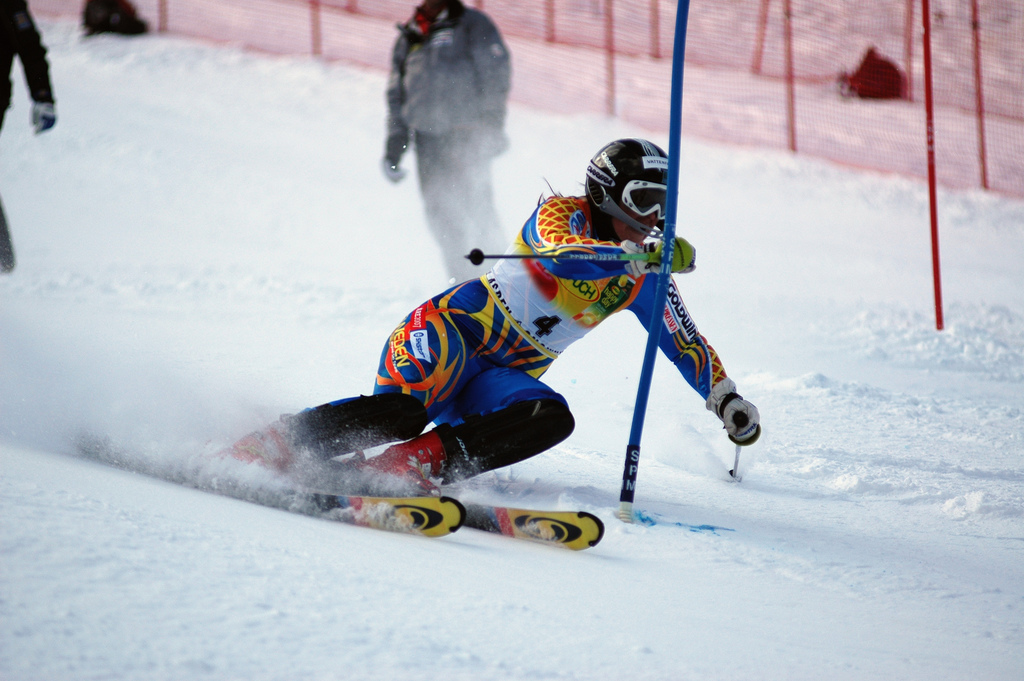
Anja Pärsson tävlar i Aspen, november 2006.

Svenskar har tagit totalt vunnit 207 världscupdeltävlingar i alpin skidåkning genom årens lopp, fördelade på 24 åkare.
Den första togs av Ingemar Stenmark, då han vann en slalomdeltävling i Madonna di Campiglio den 17 december 1974. Camilla Nilsson blev första svenska kvinna att vinna en världscupdeltävling, då hon vann en slalomdeltävling i Maribor den 4 januari 1987.

## Lista
Senaste svenska segern togs den 4 januari 2025. Detta gäller efter säsongen 2024–2025.
- 86: Ingemar Stenmark (46 storslalom, 40 slalom)
- 42: Anja Pärson (18 slalom, 11 storslalom, 6 störtlopp, 4 super G, 3 kombination)
- 24: Pernilla Wiberg (14 slalom, 3 super G, 3 kombination, 2 störtlopp, 2 storslalom)
- 8: André Myhrer (7 slalom, 1 parallellslalom)
- 7: Fredrik Nyberg (6 storslalom, 1 super G)
- 7: Sara Hector (7 storslalom)
- 5: Thomas Fogdö (5 slalom)
- 4: Ylva Nowén (4 slalom)
- 4: Frida Hansdotter (4 slalom)
- 3: Maria Pietilä Holmner (3 slalom)
- 2: Lars-Börje Eriksson (1 super G, 1 storslalom)
- 2: Jonas Nilsson (2 slalom)
- 2: Stig Strand (2 slalom)
- 2: Markus Larsson (2 slalom)
- 2: Jens Byggmark (2 slalom)
- 2: Anna Swenn-Larsson (2 slalom)
- 2: Jessica Lindell Vikarby (1 super G, 1 storslalom)
- 1: Kristina Andersson (1 slalom)
- 1: Therese Borssén (1 slalom)
- 1: Niklas Henning (1 super G)
- 1: Camilla Nilsson (1 slalom)
- 1: Anna Ottosson (1 storslalom)
- 1: Johan Wallner (1 slalom)
- 1: Mattias Hargin (1 slalom)
- 1: Matts Olsson (1 parallellstorslalom)